# Rushford (Nueva York)
Rushford es un pueblo ubicado en el condado de Allegany en el estado estadounidense de Nueva York. En el año 2000 tenía una población de 1.259 habitantes y una densidad poblacional de 13.8 personas por km².

## Geografía
Rushford se encuentra ubicado en las coordenadas 42°23′9″N 78°14′15″O / 42.38583, -78.23750.

## Demografía
Según la Oficina del Censo en 2000 los ingresos medios por hogar en la localidad eran de $27,557, y los ingresos medios por familia eran $30,938. Los hombres tenían unos ingresos medios de $26,800 frente a los $20,855 para las mujeres. La renta per cápita para la localidad era de $13,156. Alrededor del 16.1% de la población estaban por debajo del umbral de pobreza.